# Hydrophilus magnificus
Espèce
Hydrophilus magnificus est une espèce fossile d'insecte coléoptère de la famille des Hydrophilidae et du genre Hydrophilus.

## Classification
L'espèce Hydrophilus magnificus est décrite en 1939 par les deux paléontologues français Louis Émile Piton (1909-1945) et Nicolas Théobald (1903-1981),. 

### Holotype fossile
Le spécimen holotype MNHN-F-R55024 vient de la collection M. A. Rudel, collection conservée au Muséum national d'histoire naturelle à Paris. Ce spécimen de l'Oligocène supérieur ou Chattien vient de la localité de Puy-Saint-Jean sur la commune de Vertaizon, à l'est de Clermont-Ferrand et au nord-est de Mur-sur-Allier, près d'un lac de cratère de l'Oligocène.

### Étymologie
Son épithète spécifique magnificus veut dire en latin « magnifique ».

## Description

### Caractères
« Elytre droit, long de 35 mm, large de 12 mm à sa partie médiane. La fossilisation a plissé obliquement l'élytre d'une multitude de petits plis, alors qu'il devait être sensiblement lisse, portant des stries longitudinales peu marquées, visibles surtout dans le tiers postérieur, sauf les trois dernières suturales, qui se voient sur toute leur longueur. Les stries sont finement ponctuées. Quelques légères ponctuations apparaissent dans les intervalles. Elytre nettement rebordé à sa partie externe. A côté de l'élytre se trouvent les restes d'une patte postérieure avec le tibia et le premier article très long du tarse pourvus de leur abondant revêtement de cils ».

### Affinités
La forme et la taille de cet élytre le rapprochent des formes fossiles de l'Hydrophilus giganteus Heer des marnes d'Œningen, mais les stries de cette dernière espèce sont beaucoup plus marquées en particulier sur le milieu de l'élytre, alors qu'elles sont peu visibles dans la forme auvergnate. Parmi les espèces actuelles de ce genre à large répartition tempérée et subtropicale, c'est aux formes de grande taille d'Amérique du Sud qu'il s'apparente le plus.

## Biologie
Le gisement de Puy-de-Mur se rapproche par sa faune du gisement stampien d'Aix-en-Provence. Au Puy-de-Mur, les influences chaudes sont confirmées par la présence de deux petits poissons : Barbus rudeli Piton et Haplochilus giraudi Piton, dont les espèces voisines se retrouvent dans les Indes et la Malaisie.

## Galerie
- Quelques espèces vivantes du genre Hydrophilus.
- Hydrophilus piceus.
- Hydrophilus piceus.
- Hydrophilus acuminatus
- Hydrophilus triangularis.

### Publication originale
- [1939] L. Piton et N. Théobald, Poissons, crustacés et insectes fossiles de l'Oligocène du Puy-de-Mur (Auvergne), vol. 4, coll. « Mémoires de la Société des Sciences de Nancy », 1939, 77-123, 28 fig., 2 pl.